# Arytmogenna kardiomiopatia prawej komory
Arytmogenna kardiomiopatia prawej komory (arytmogenna dysplazja prawej komory, ang. arrhythmogenic right ventricular cardiomyopathy, ARVC, arrhythmogenic rightventricular dysplasia, ARVD) – rzadki, genetycznie uwarunkowany typ kardiomiopatii o niejasnej etiologii, przebiegający ze zwyrodnieniem tłuszczowym mięśnia sercowego i rozstrzenią prawej komory. Choroba ta wiąże się ze skłonnością do potencjalnie groźnych dla życia arytmii komorowych.

## Historia
Chorobę jako pierwszy opisał Giovanni Maria Lancisi w 1736 roku, w książce "De Motu Cordis et Aneurysmatibus", gdzie przedstawił przypadek rodziny z zachorowaniami w czterech pokoleniach. Dopiero w drugiej połowie XX wieku pojawiły się opisy patogenezy choroby; Dalla Volta i wsp. przedstawili swój przypadek w 1961 roku, serie pacjentów opisali Marcus, Nava i Thiene w latach 80.

## Epidemiologia
Częstość ARVD szacuje się na 1:2 500–5 000. Przypuszcza się, że choroba występuje częściej we Włoszech.
Choroba rzadko występuje rodzinnie.

## Etiologia

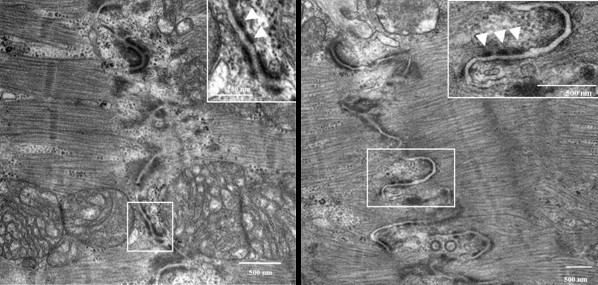
Obraz dwóch kardiomiocytów w mikroskopie elektronowym transmisyjnym. Strzałki wskazują nieprawidłowo zbudowane desmosomy (powiększone we wstawkach)

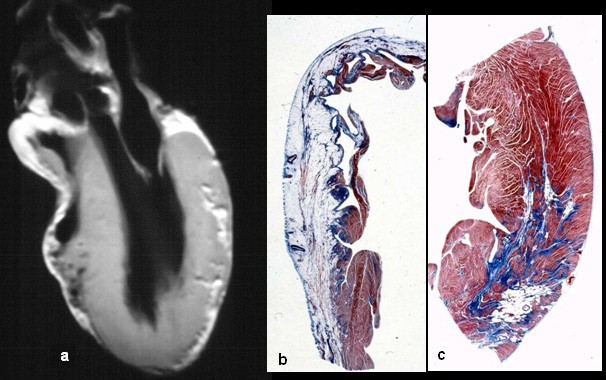
Obraz serca 17-letniego sportowca nagle zmarłego podczas gry w piłkę w in vitro MRI (a) i w badaniu histologicznym (b, c). Jasnemu sygnałowi przezściennemu prawej komory w MRI (a) odpowiada zastąpienie tkanki miocardium tkanką włóknistą i tłuszczową (b); w lewej komorze tkanka tłuszczowa zlokalizowana jest tylko ogniskowo i podnasierdziowo (c)

Podłoże ARVC jest genetyczne. Wykazano związek choroby z mutacjami w loci 1q42-43, 2q31-35, 14q23-24, 14q12-22 i innych. Uważa się, że w patomechanizmie tej kardiomiopatii ważną rolę odgrywa zaburzenie apoptozy.
| Typ    | Locus         | Gen   | Białko                             | Dziedziczenie | OMIM   |
| ------ | ------------- | ----- | ---------------------------------- | ------------- | ------ |
| ARVD1  | 14q23-24      | TGFB3 | Transformujący czynnik wzrostu β-3 | AD            | 107970 |
| ARVD2  | 1q42.1-q43    | RYR2  | Sercowy receptor rianodynowy       | AD            | 600996 |
| ARVD3  | 14q12-q22     |       |                                    |               | 602086 |
| ARVD4  | 2q32.1-q32.3  |       |                                    |               | 602087 |
| ARVD5  | 3p21.3, 3p23  |       |                                    |               | 604400 |
| ARVD6  | 10p14-p12     |       |                                    |               | 604401 |
| ARVD7  | 10q22.3       |       |                                    |               | 609160 |
| ARVD8  | 6p24          | DSP   | Desmoplakina                       | AD            | 607450 |
| ARVD9  | 12p11         | PKP2  | Plakofilina-2                      |               | 609040 |
| ARVD10 | 18q12.1-q12.2 | DSG2  | Desmogleina-2                      | AD            | 610193 |
| ARVD11 | 18q12.1       | DSC2  | Desmokolina-2                      | AD            | 610476 |
| ARVD12 | 17q21         | JUP   | Plakoglobina                       | AR            | 611528 |

## Obraz kliniczny i przebieg

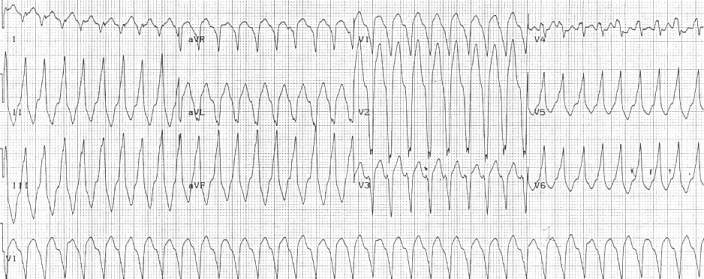
EKG pacjenta z ARVD i częstoskurczem komorowym

W przebiegu arytmogennej dysplazji prawej komory dochodzi do zaniku mięśni prawej komory oraz wynikającego z tego ścieńczenia ścian, powstawania tętniaka i jej powiększenia. Niekiedy dochodzi do zajęcia lewej komory. Choroba ujawnia się w wieku dziecięcym. Dominują objawy niewydolności prawokomorowej i komorowe zaburzenia rytmu. Nierzadko do rozpoznania może doprowadzić dopiero nagła śmierć sercowa – do 20% osób, które doświadczyły jej w ciągu pierwszych 35 lat życia było chore na ARVC. Choroba stanowi częstą przyczynę nagłej śmierci u sportowców.

## Rozpoznanie

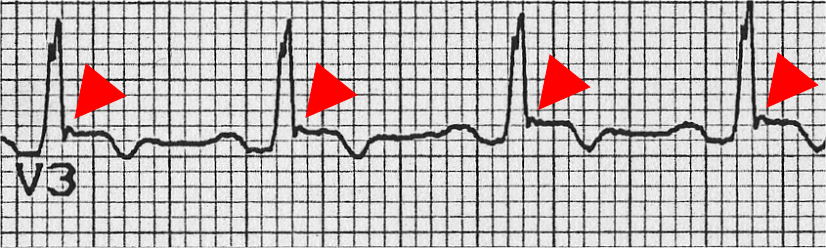
Fala epsilon w odprowadzeniu V3. Należy pamiętać, że nie jest patognomiczna dla arytmogennej kardiomiopatii prawej komory, może też występować w innych schorzeniach

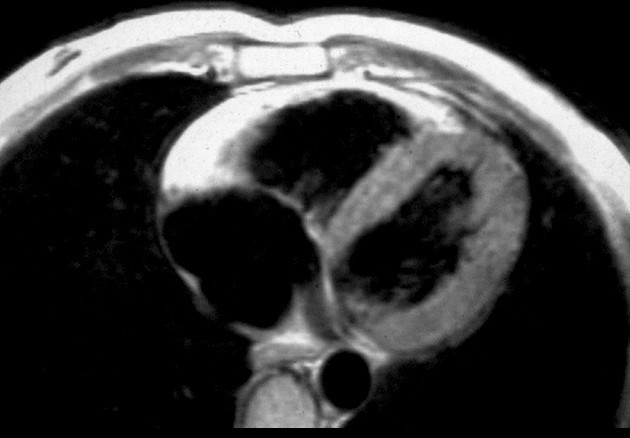
Obraz MR T_{1}-zależny serca u pacjenta z ARVD. Widać jasny sygnał w wolnej ścianie komory spowodowany masywną atrofią miocardium ze stłuszczeniem.

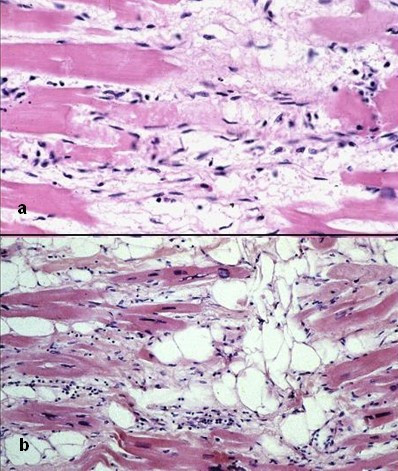
Obraz histologiczny mięśnia sercowego u pacjenta z ARVD. Górny panel pokazuje rozległą martwice miocytów, dolny włóknienie i infiltrację adipocytów

Rozpoznanie oparte jest na obrazie klinicznym i wynikach badań dodatkowych.
Echokardiografia
EKG
W EKG stwierdza się blok prawej odnogi pęczka Hisa, ujemny załamek T w odprowadzeniach prawokomorowych. W EKG na końcu zespołu QRS w odprowadzeniach znad prawej komory (V1-V3) może pojawić się tzw. fala epsilon. Obserwowane jest także poszerzenie zespołu QRS w tych odprowadzeniach.
MRI
Stwierdzenie nacieków tłuszczowych w ścianie prawej komory.

### Kryteria rozpoznania
Opracowano kryteria rozpoznania ARVD. Rozpoznanie można postawić, jeśli spełnione są dwa kryteria duże lub jedno duże i dwa małe, lub cztery małe - z różnych grup.
1. Wywiad rodzinny
  1. Kryteria duże
    1. Rodzinna choroba potwierdzona w autopsji lub chirurgicznie

  2. Kryteria małe
    1. Dodatni wywiad rodzinny w kierunku przedwczesnych nagłych zgonów (<35. roku życia) z podejrzeniem ARVD jako tła
    2. Dodatni wywiad rodzinny (rozpoznanie kliniczne oparte na tych kryteriach)
2. EKG - nieprawidłowości depolaryzacji lub przewodzenia
  1. Kryteria duże
    1. Fale epsilon lub wydłużony (>110 ms) zespół QRS w odprowadzeniach przedsercowych znad prawej komory (V1-V3)

  2. Kryteria małe
    1. Późne potencjały w uśrednionym EKG
3. EKG - nieprawidłowości repolaryzacji
  1. Kryteria małe
    1. Odwrócone załamki T w odprowadzeniach przedsercowych V2 i V3 u pacjentów >12 roku życia i nieobecność bloku prawej odnogi pęczka Hisa
4. Arytmie
  1. Kryteria małe
    1. Utrwalony lub nieutrwalony częstoskurcz komorowy typu bloku lewej odnogi pęczka Hisa udokumentowany na EKG lub w badaniu Holterowskim lub podczas próby wysiłkowej
    2. Częste ekstrasystole pochodzenia komorowego (>1000/dobę w badaniu Holterowskim)
5. Dysfunkcje globalne lub regionalne i odmienności strukturalne (Rozpoznane w echokardiografii, angiografii, MRI lub scyntygrafii serca)
  1. Kryteria duże
    1. Znaczne poszerzenie i redukcja frakcji wyrzutowej prawej komory i brak lub niewielkie upośledzenie czynności skurczowej lewej komory
    2. Tętniaki prawej komory (obszary akinezy lub dyskinezy z diastolicznymi wybrzuszeniami). Znaczne odcinkowe poszerzenie prawej komory

  2. Kryteria małe
    1. Łagodna rozstrzeń prawej komory lub łagodne zmniejszenie frakcji wyrzutowej i prawidłowa lewa komora
    2. Łagodne odcinkowe poszerzenie prawej komory
    3. Miejscowa hipokineza prawej komory
6. Tkanka ściany komory
  1. Kryteria duże
    1. Zastąpienie miocardium tkanką włóknisto-tłuszczową stwierdzone w biopsji endomiokardialnej.

## Rozpoznanie różnicowe
- anomalia Uhla
- anomalia Ebsteina
- ubytek przegrody międzyprzedsionkowej
- zawał prawej komory
- niedomykalność zastawek prawego serca.

## Leczenie
Leczenie jest objawowe i polega na oszczędzającym trybie życia oraz leczeniu zaburzeń rytmu. Przeciwwskazane jest uprawianie sportu i unikanie każdego większego wysiłku fizycznego. Zaburzenia rytmu leczone są farmakologicznie, amiodaronem lub sotalolem, w przypadku nieskuteczności takiego leczenia lub nietolerancji leków do rozważenia pozostaje radioablacja miejsc arytmogennych. ARVC jest wskazaniem do wszczepienia kardiowertera-defibrylatora (ICD). W schyłkowym okresie choroby należy rozważyć transplantację serca.

## Rokowanie
Rokowanie na ogół jest poważne, wszczepienie ICD poprawia je.